# Зильт (коммуна)
Зильт (нем. Sylt) — община в Германии, в земле Шлезвиг-Гольштейн. Входит в состав района Северная Фрисландия. Население составляет 13 595 человек (на 31 декабря 2018 года). Занимает площадь 57,32 км². Была основана 1 января 2009 года путём слияния города Вестерланд и коммун Зильт-Ост и Рантум. Находится на одноимённом острове в Северном море. Занимает центральную часть острова и охватывает 60 % его площади и 70 % его населения.
Официальным языком в населённом пункте, помимо немецкого, является севернофризский.

## Население
| Год  | Численность | Численность |
| ---- | ----------- | ----------- |
| 2017 | 13 638      | [ 1 ]       |
| 2019 | 13 595      | [ 4 ]       |
| 2021 | 13 741      | [ 5 ]       |
| 2022 | 13 924      | [ 6 ]       |
| 2023 | 13 679      | [ 2 ]       |